# Русловые процессы
Русловы́е проце́ссы — совокупность явлений и процессов, происходящих под воздействием комплекса различных природных и антропогенных факторов, и выражающихся в изменениях формы и параметров речных русел. Формы ру́словый проце́сс и ру́словые проце́ссы — устаревшие.
Одним из ярких проявлений русловых процессов является взаимодействие текущей воды и речного русла. Также существуют другие активные руслоформирующие факторы, определяющие русловые процессы (растительность, вечная мерзлота и др.). Действие активных руслоформирующих факторов сдерживают ограничивающие факторы (выходы неразмываемых пород, базис эрозии, коренные борта долины и др.).
Русловые процессы приводят к изменениям формы русла. Содержанием русловых процессов является транспорт наносов.
Тип руслового процесса — это определенная схема деформации русла и поймы реки, возникающая при определенном сочетании особенностей водного режима, стока наносов, ограничивающих деформации условий и отражающая доминирующую форму транспорта наносов.
Русловые процессы изучает русловедение (теория русловых процессов).

## История изучения
В соответствии с производственными запросами речные русла оказались предметом исследования естественных (гидрологии и геоморфологии) и технических (гидротехники и гидродинамики) дисциплин. Первые исследования процессов в речных руслах относятся к средним векам. Уже Галилей консультировал проект спрямления излучин Тибра, разработанный с целью снизить уровни половодий, затопляющих Рим. В XVII—XIX вв. на реках Европы производились исследования для обоснования проектов улучшения судоходных условий. Проекты включали прогноз изменения глубины, что давало возможность определить экономический эффект намеченных работ. В свою очередь потребность в таких прогнозах способствовала зарождению науки о русловых процессах как самостоятельной дисциплины, основоположниками которой в России были Н. С. Лелявский и В. М. Лохтин.
С выполнением дноуглубительных и выправительных работ на реках России была связана постановка специальных исследований, проводимых «описными» партиями. Благодаря им стало возможным появление ряда очерков и атласов по отдельным рекам, а к концу XIX в. — обобщающих трудов М. П. Рудского, В. М. Лохтина, Н. С. Лелявского, В. Г. Клейбера, С. П. Максимова и других. В. М. Лохтину принадлежит мысль о зависимости руслоформирующей деятельности рек от природных условий; он же ввел понятие устойчивости русла и предложил соответствующий показатель, широко применяемый и сейчас как «число Лохтина».
Среди зарубежных исследователей конца XIX — начала XX в. в первую очередь выделяется французский инженер Л. Фарг, установивший ряд закономерностей формирования речных излучин. Несколько раньше французский инженер Г. Жирардон предложил первую классификацию речных перекатов.
Особенно интенсивно исследования русловых процессов стали развиваться после Великой Октябрьской революции. В довоенное время сохранялись четко выраженные гидродинамическое, инженерное и геолого-геоморфологическое направления изучения в изучении речных русел. Среди инженерных работ господствующее положение в 20 — 30-х годах занял водно-транспортный подход. Н. И. Макавеев и В. С. Советов обобщили опыт выправления русел рек европейской части СССР и показали зависимость методики улучшения условий судоходства от особенностей руслового режима рек.
Большое значение для развития учения о русловых процессах имела деятельность М. А. Великанова, проведшего детальные исследования кинематической структуры руслового потока, впервые сформулировавшего основные положения теории русловых процессов (само понятие «русловые процессы» было предложено им в 1948 г.), предложившего гравитационную теорию движения наносов.
Разработка проектов крупного гидротехнического строительства на равнинных реках обусловила также проведение специальных исследований, в задачу которых входило обоснование прогноза возможных изменений русла.
Окончательное становление учения о русловых процессах как самостоятельной научной дисциплины произошло в 40-50-е годы, когда появились крупные обобщающие труды М. А. Великанова, Н. И. Макавеева, Е. В. Шанцера, Н. Е. Кондратьева, И. В. Попова, Н. А. Ржаницина. Оформление учения о русловых процессах в новую научную дисциплину сопровождалось углублением физических основ её теории.
В 1955 г. Н. И. Макавеевым была опубликована книга «Русло реки и эрозия в её бассейне», в которой русловые процессы были впервые рассмотрены как часть единого эрозионно-аккумулятивного процесса, выявлены географические закономерности руслоформирующей деятельности рек и определено их соотношение с факторами, обусловленными законами гидравлики руслового потока и не зависящими от конкретной природной обстановки.
С середины 1950-х годов изучение русловых процессов начало развиваться в Государственном гидрологическом институте. В результате этих исследований было опубликовано несколько работ, объединенных их авторами общим названием — «Гидроморфологическая теория руслового процесса». В работах Н. С. Знаменской показана роль грядового движения наносов в формировании русел. Б. Ф. Снищенко обосновал систему количественных связей между типами русла и факторами русловых процессов. И. Ф. Карасев рассмотрел вопросы формирования искусственных русел.
В 1980-х годах в Московском государственном университете выполнено комплексное исследование эрозионных и русловых процессов, завершившихся изданием монографии «Эрозионные процессы» (1984). Это первая работа, в которой дается анализ всей системы эрозионно-аккумулятивных процессов, их общих специфических особенностей и форм развития в различных природных условиях.